# Audi Forum (Neckarsulm)

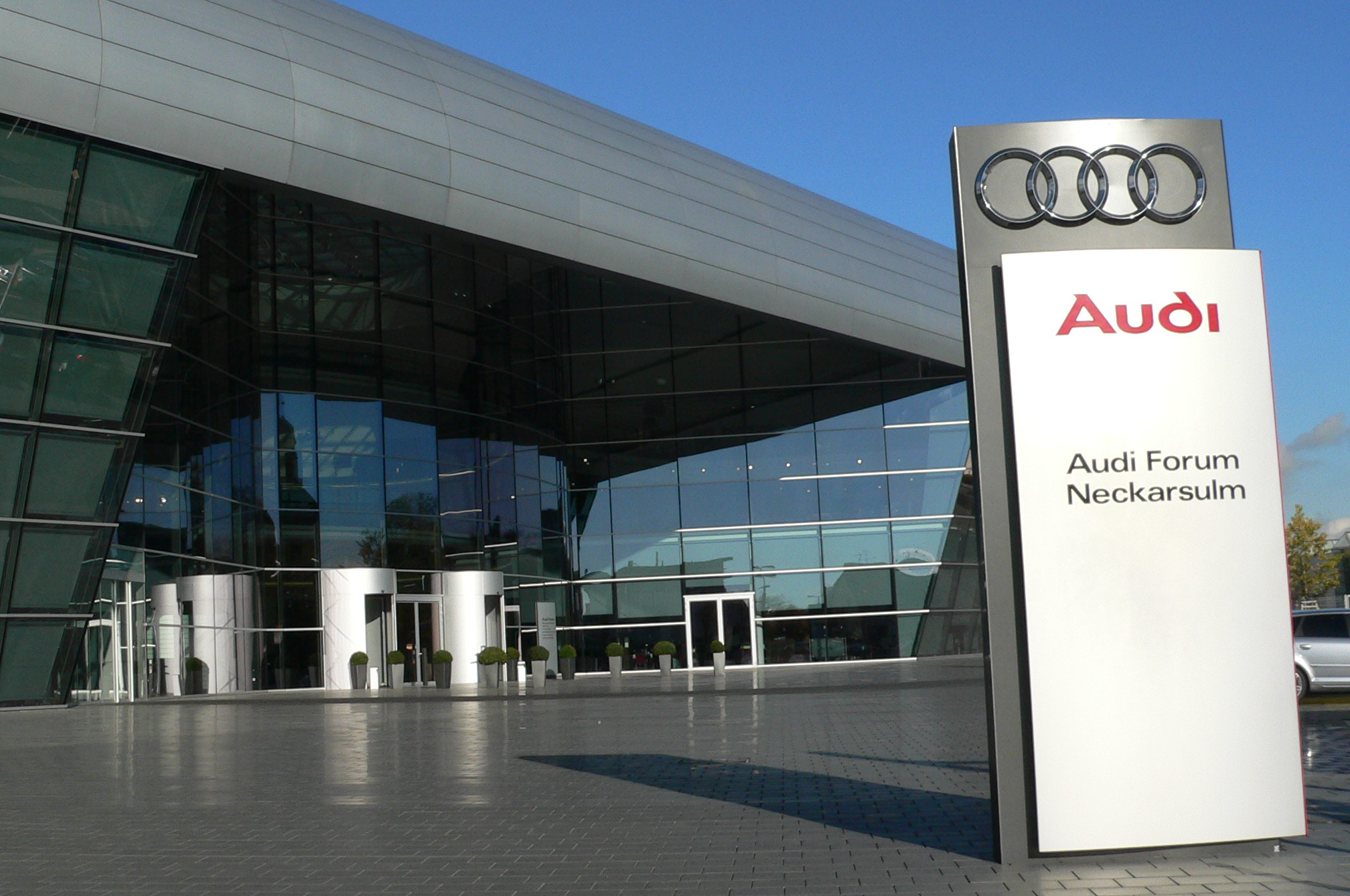
Audi Forum Neckarsulm (en noviembre de 2006).

El Foro de Audi en Neckarsulm es una edificio representativo de Audi AG, cuenta con un centro de servicios, una exposición histórica de Audi, Horch y NSU, un Audi Shop, un restaurante, un centro de conferencias y es una opción para que los compradores recojan los modelos A6 y A8. Audi AG también tiene un museo en Ingolstadt.
El edificio fue diseñado por Beucker Maschlanka and Partner (BM+P), fue construido en tres seccionesen en con 180 plazasel 2002 el centro de servicio se inauguró en 2003 el área de aparcamiento con 180 plazas y el foro abrió sus puertas en 2005. Los tres pisos son de forma ovalada que muestran una sensación de movimiento. Los costos de construcción fueron aproximadamente de 60 millones de euros.

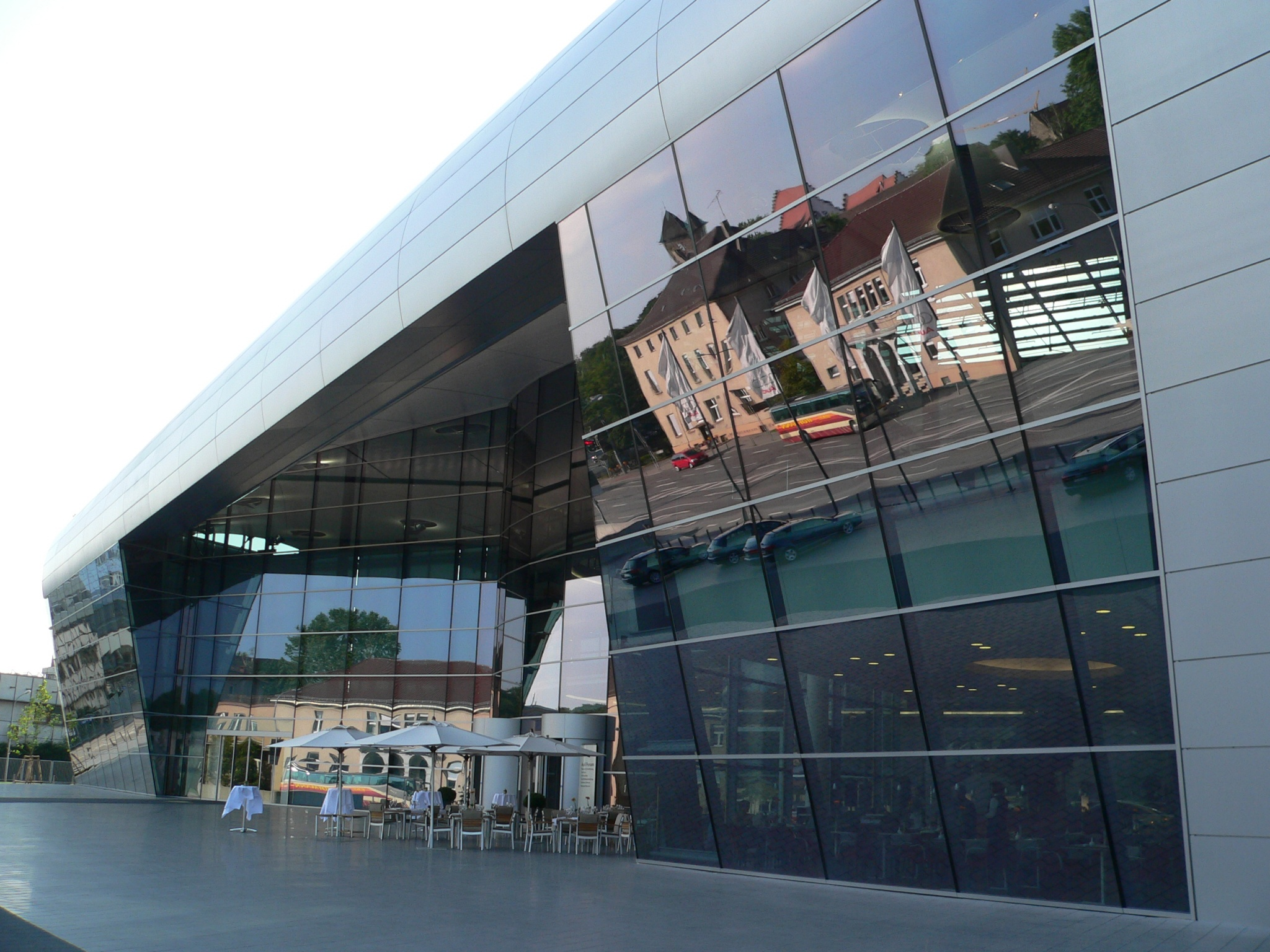
Audi Forum Neckarsulm (en julio de 2005).

En la planta baja se encuentra una exposición permanente de modelos contemporáneos de Audi. Catorce espacios están reservados para la entrega de coches a los clientes, un restaurante y un parque infantil están aquí.
El primer piso accesible desde el garaje, es para recibir a los clientes, aquí se encuentran el Audi shop y el Audi Exclusive Studio, donde se seleccionan todos los materiales y colores personalizar el Audi antes de ser construido.
En el segundo piso superior se presenta como una retrospectiva de Audi y los modelos de las marcas que se han fusionado a la actual marca. También hay salas para conferencias o reuniones.

## Galería

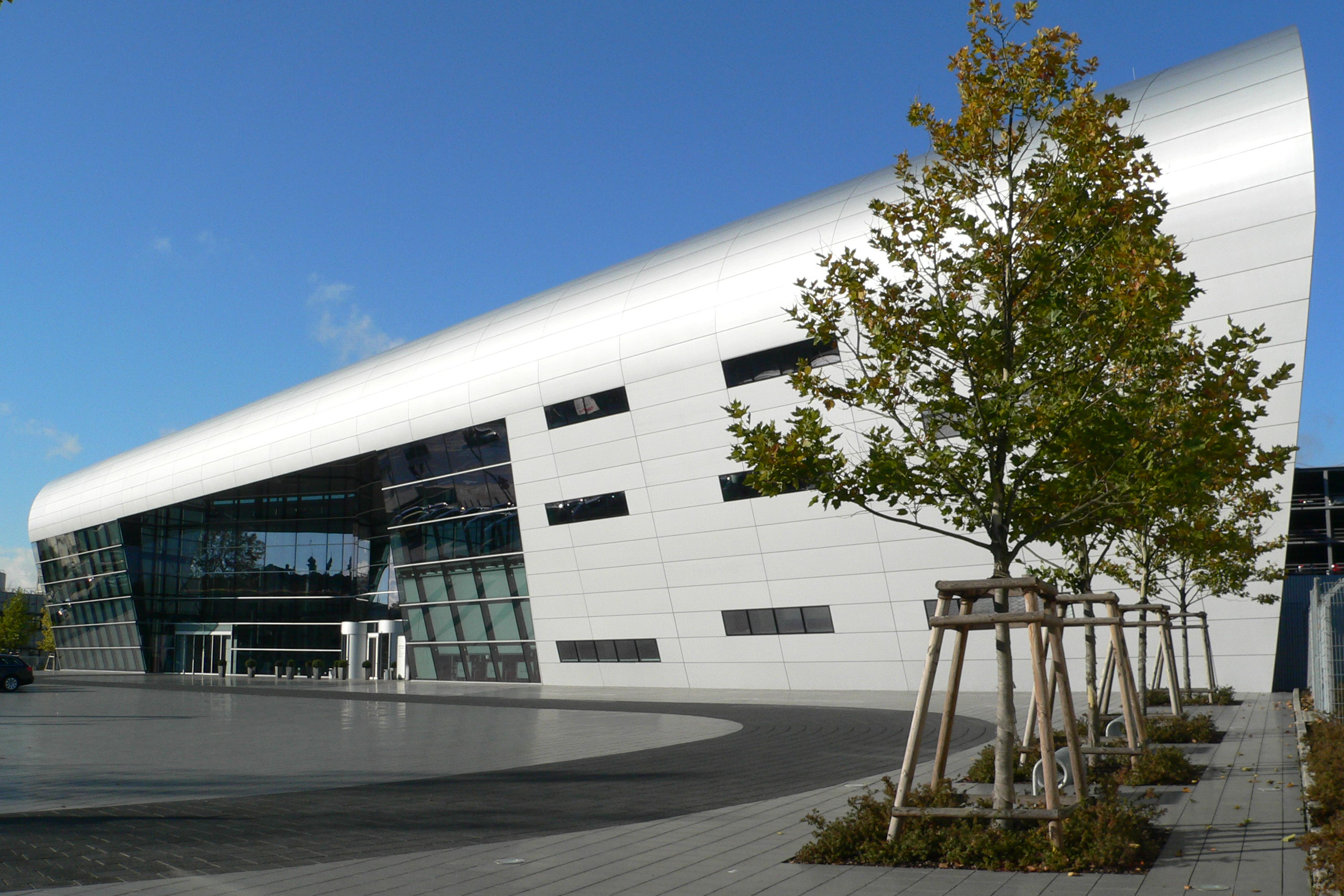
Audi Forum (visión general)
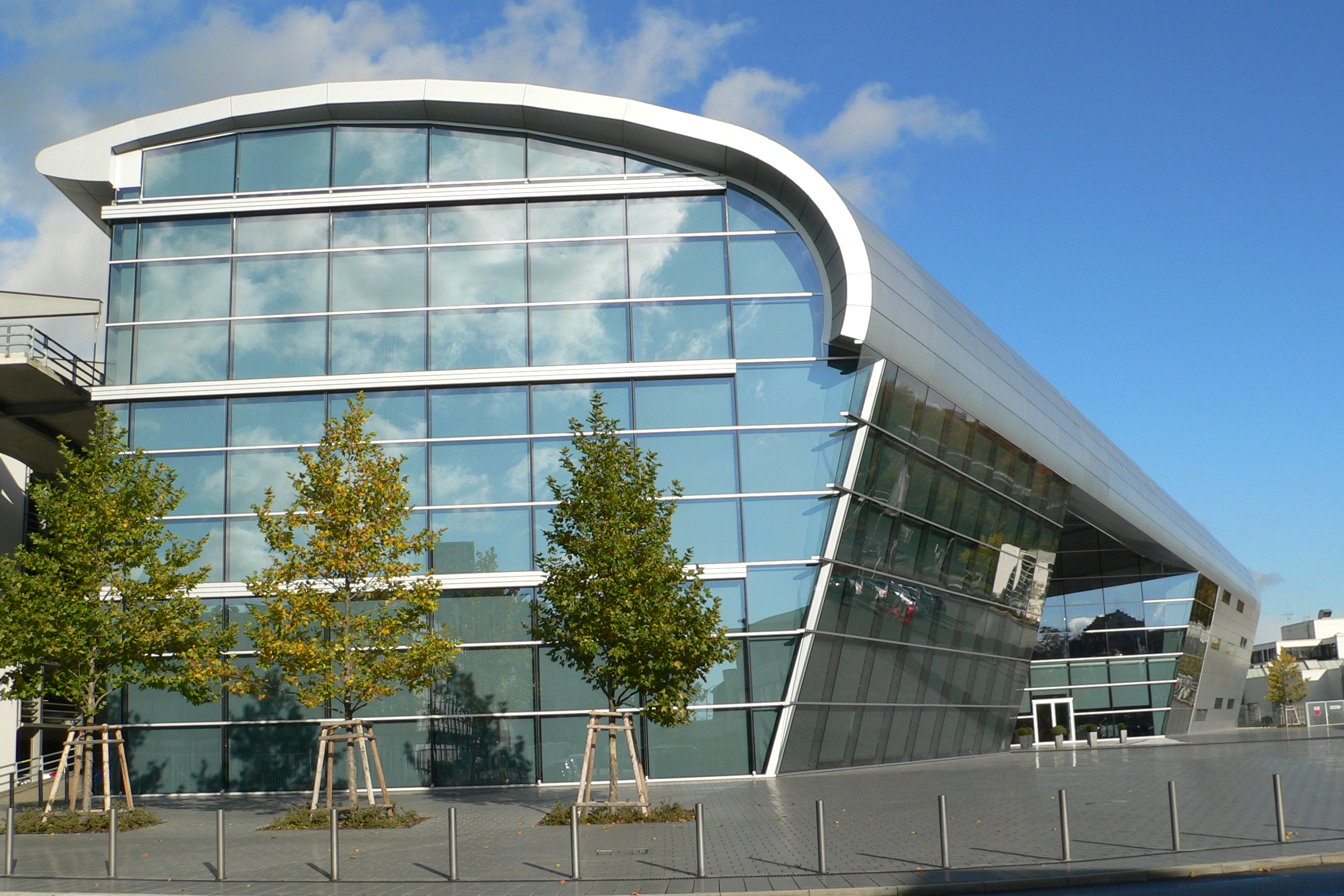
Vidrio frontal del perfil sur
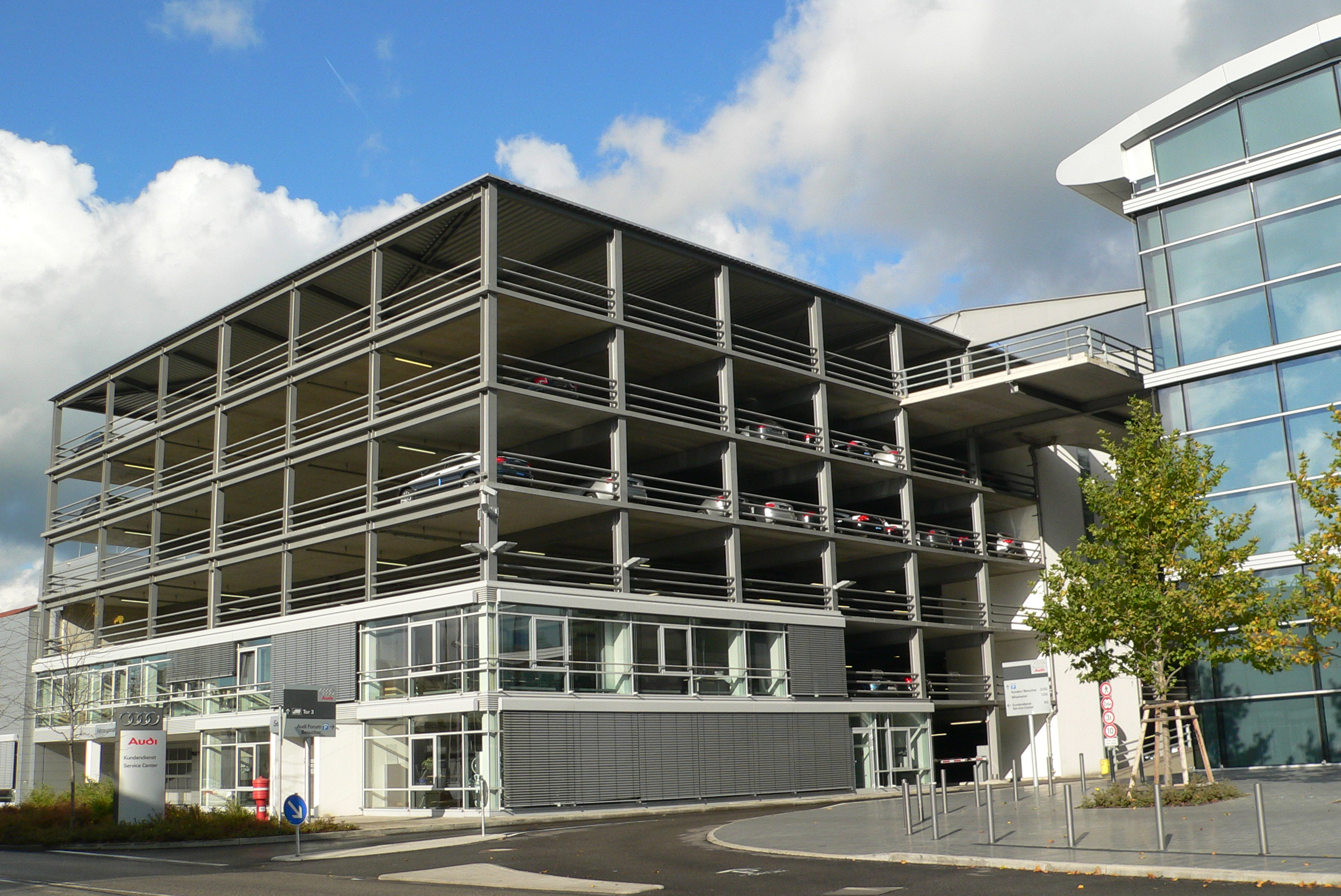
Garajes y Centro de Servicio (Planta Baja)
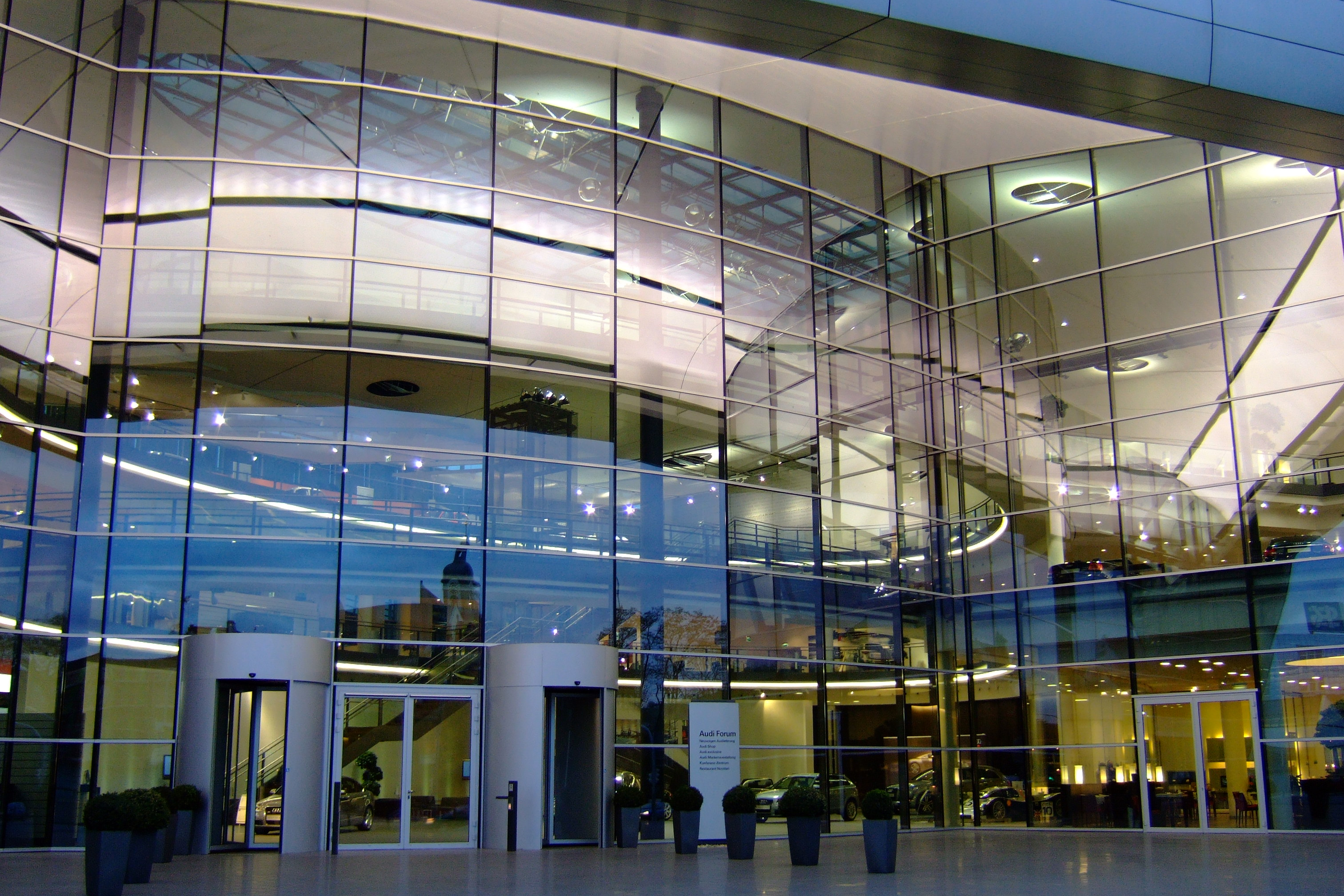
Entrada principal
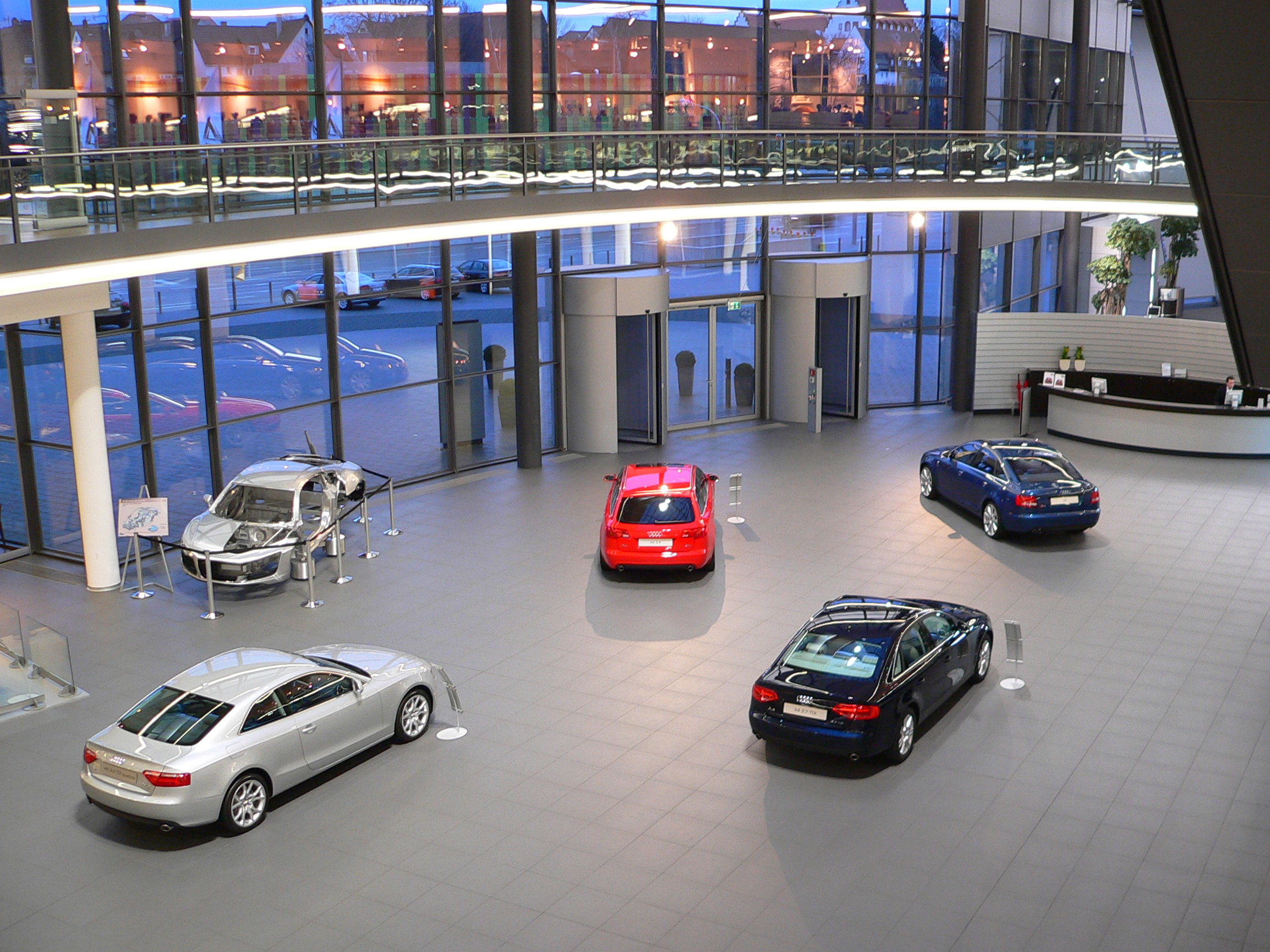
Actual gama de modelos en la zona de entrada
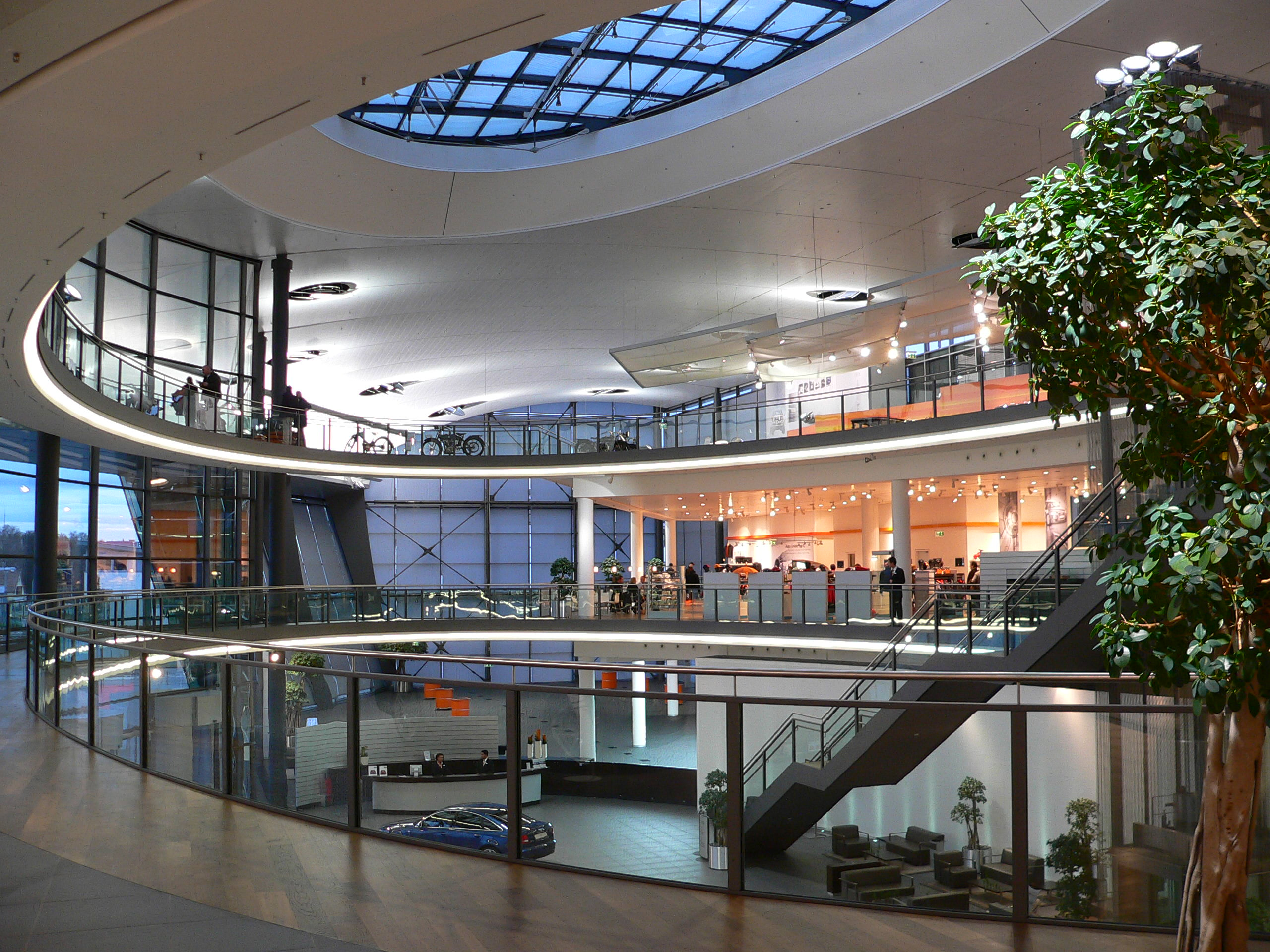
La elipse que se encuentra en el tejado
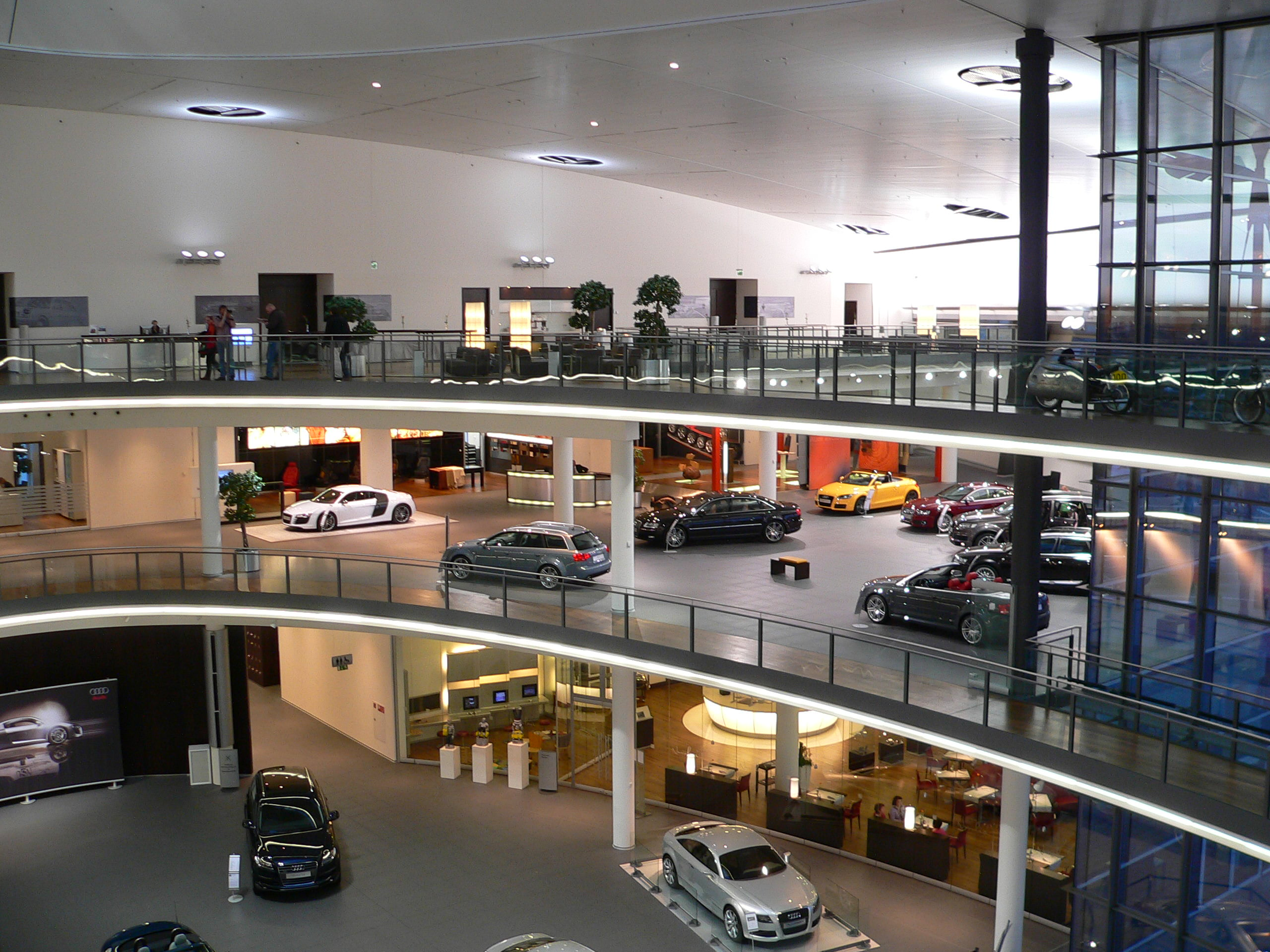
Audi exclusive individual Studio, salas de conferencias
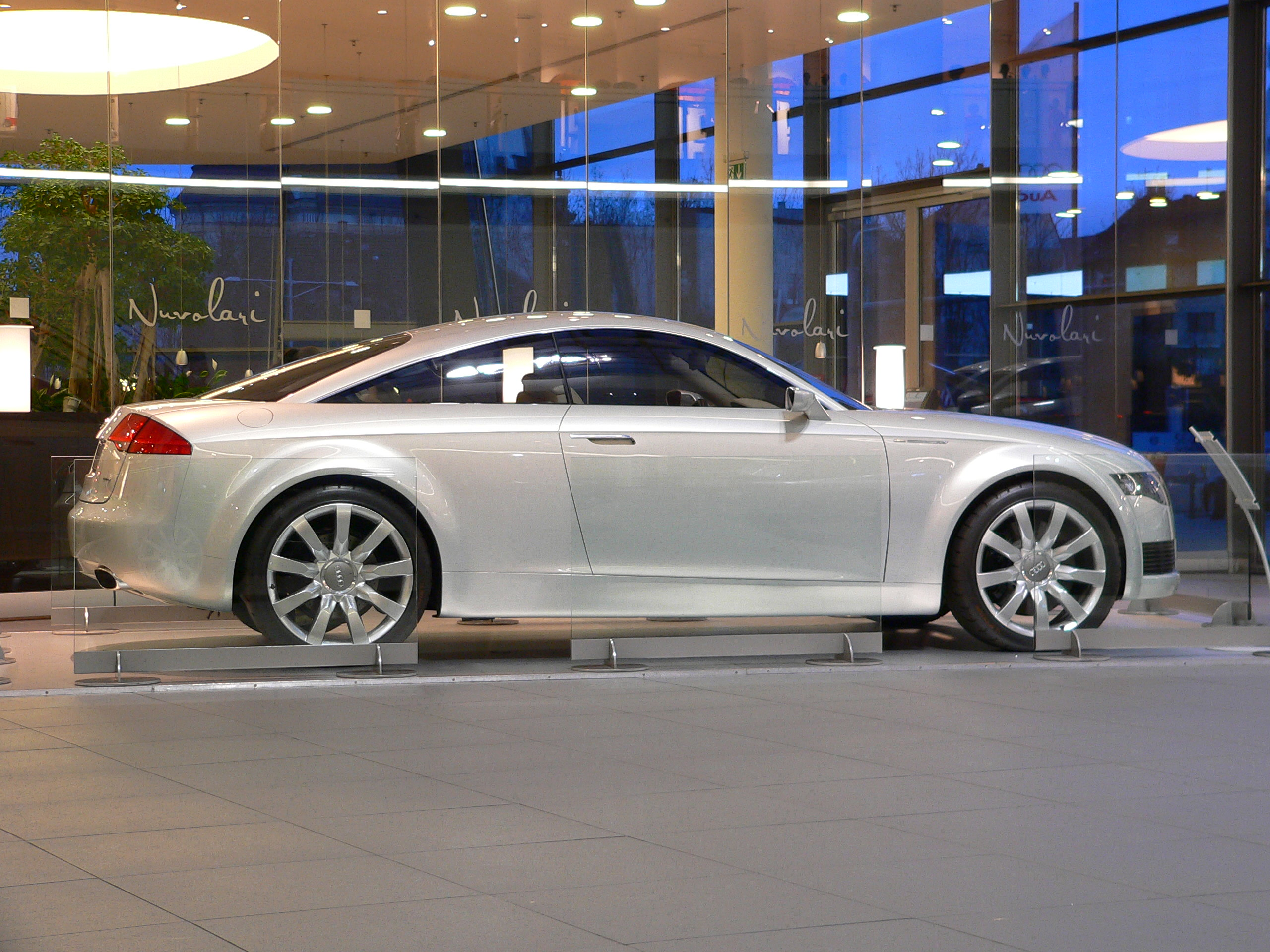
Audi Nuvolari quattro
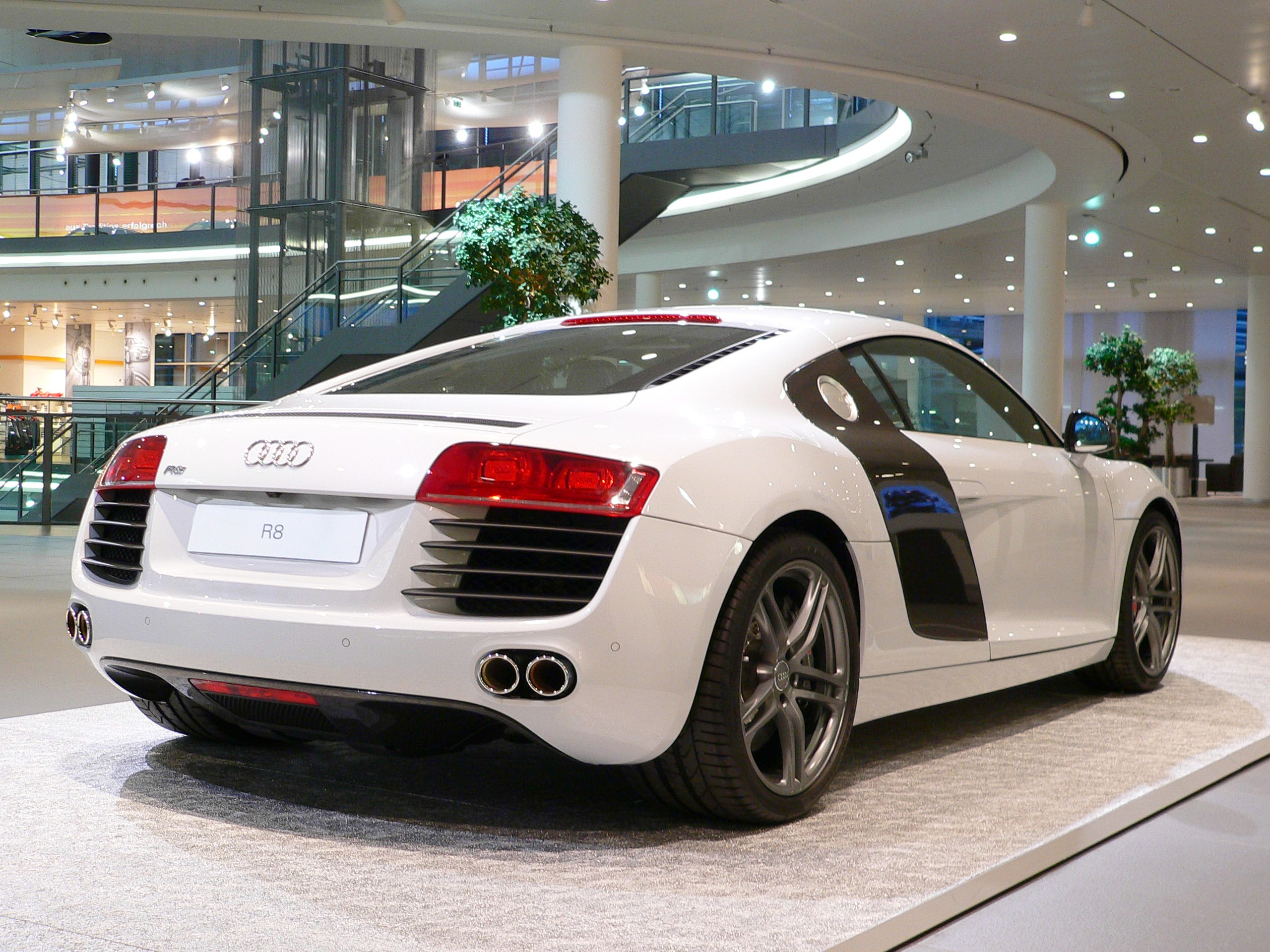
Audi R8
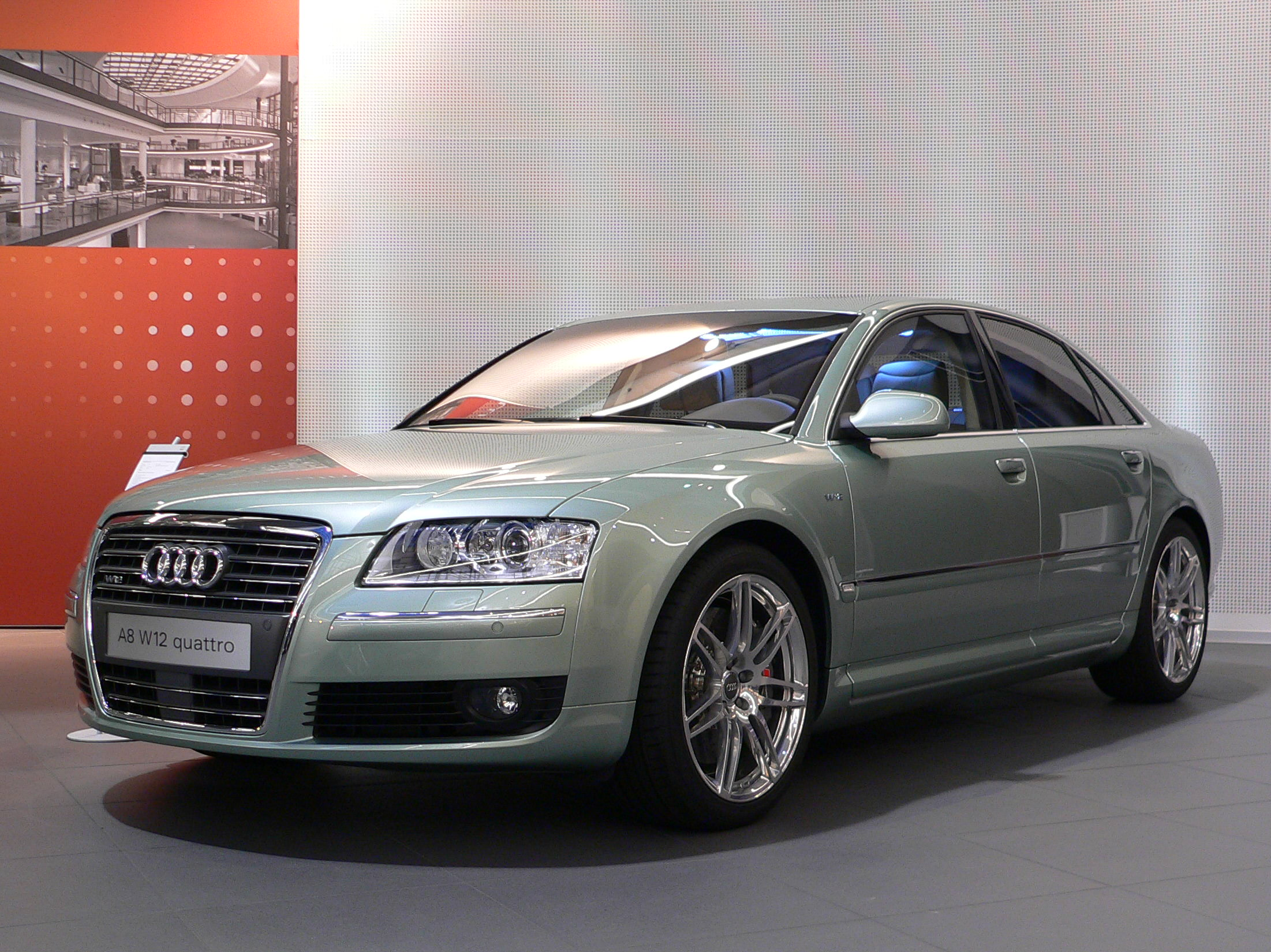
Audi A8 W12 quattro